# Edison (Unternehmen)
Die Edison S.p.A. ist ein italienisches Energieversorgungsunternehmen mit Sitz in Mailand, das in den Bereichen Elektrizität und Erdgas tätig ist. 
Edison wurde 1884 als Società generale italiana "Edison" di elettricità gegründet, erster Vorstandsvorsitzender (bis 1891) war Giuseppe Colombo. 1966 bis 2001 war es Teil von Montedison. 2005 übernahm Électricité de France gemeinsam mit Azienda Elettrica Municipale das Unternehmen. 2012 erfolgte die vollständige Übernahme durch EDF und das Delisting der Aktien der Gesellschaft.

## Unternehmensaktivitäten
Das Unternehmen plant seit 2008 gemeinsam in einem Konsortium mit dem  griechisches Unternehmen DEPA eine Erdgaspipeline von der Türkei über Griechenland durch die Adria nach Italien zu bauen.
Des Weiteren war das Unternehmen in einem Konsortium mit dem algerischen Unternehmen Sonatrach am Bau einer Erdgaspipeline (GALSI) von Algerien nach Sizilien beteiligt. Das Projekt wurde aber bislang nicht umgesetzt.